# Plesiophrictus fabrei
Plesiophrictus fabrei là một loài nhện trong họ Theraphosidae.
Loài này thuộc chi Plesiophrictus. Plesiophrictus fabrei được Eugène Simon miêu tả năm 1892.